# Liste der Universitäten in Wyoming
In der folgenden Liste der Universitäten und Colleges im US-Bundesstaat Wyoming ist in Klammern jeweils die Zahl der Studierenden im Herbst 2020 angegeben:
- Casper College in Casper (3.551)
- Central Wyoming College in Riverton (1.755)
- Eastern Wyoming College in Torrington (1.430)
- Laramie County Community College in Cheyenne (3.838)
- Northwest College in Powell (1.438)
- Sheridan College in Sheridan und Gillette College in Gillette, bilden zusammen den Northern Wyoming Community College District (3.741)
- University of Wyoming in Laramie (11.829) – die einzige Hochschule in Wyoming, die auch Masterstudiengänge anbietet
- Western Wyoming Community College in Rock Springs (2.776)
- Wyoming Technical Institute (WyoTech)  in Laramie (585)

Bei den Colleges handelt es sich ausschließlich um sogenannte Community colleges, die nur zweijährige Ausbildungen mit einem Associate Degree anbieten.